# Pakam Raya
Pakam Raya is een bestuurslaag in het regentschap Batu Bara van de provincie Noord-Sumatra, Indonesië. Pakam Raya telt 4128 inwoners (volkstelling 2010).